# Рашкино
Рашкино (рос. Рашкино) — село в Торжоцькому районі Тверської області Російської Федерації.
Населення становить 28 осіб. Входить до складу муніципального утворення Масловське сільське поселення.

## Історія
Від 2005 року входить до складу муніципального утворення Масловське сільське поселення.

## Населення
| 1859 | 1996 | 2002 | 2008 | 2010 |
| ---- | ---- | ---- | ---- | ---- |
| 40   | ↘21  | ↘17  | ↗23  | ↗28  |